# Opération I-Go
Seconde Guerre mondiale,
Guerre du Pacifique
Batailles
- Rabaul
- 1re Salamaua-Lae
- Mer de Corail
- Piste Kokoda
- Baie de Milne
- Goodenough
- Buna-Gona-Sanananda
- Lilliput
- Merauke

- Wau
- Mer de Bismarck
- I-Go
- 2e Salamaua-Lae
- Chronicle
- Monts Finisterre
- Bougainville
- Bombardement de Wewak
- Péninsule de Huon
- Nouvelle-Bretagne
- Bombardement de Rabaul

- Neutralisation de Rabaul
- Îles de l'Amirauté
- Emirau
- Take Ichi
- Nouvelle-Guinée occidentale

L'opération I-Go (い号作戦, I-Go sakusen) est une contre-offensive aérienne lancée du 1er au 16 avril 1943 par l'empire du Japon contre les forces Alliées lors des campagnes des îles Salomon et de Nouvelle-Guinée, pendant la Guerre du Pacifique.

## Historique
Lors de l'opération, des unités de la marine impériale japonaise, principalement sous le commandement des amiraux Isoroku Yamamoto et Jinichi Kusaka, attaquent des bateaux, avions et installations au sol alliées situées au Sud-Est des îles Salomon et de la Nouvelle-Guinée. L'objectif de l'opération est de stopper les attaques alliées en Nouvelle-Guinée et dans les îles Salomon et de donner du temps au Japon afin qu'il puisse refaire ses défenses à la suite des défaites à Guadalcanal, à Buna-Gona, à Wau et dans la mer de Bismarck.
L'opération a été marquée par plusieurs raids aériens de bombardiers et chasseurs japonais basés à Rabaul, Bougainville et aux îles Shortland, contre les cibles alliées de Guadalcanal, des îles Russell, de Port Moresby, de baie d'Oro et de la Baie de Milne. Bien que les attaques japonaises aient coulé plusieurs navires alliés, elles n'ont pas infligé de pertes significatives à ces derniers. Se fiant à de mauvaises informations données par ses hommes, Yamamoto arrête les attaques le 16 avril, croyant que l'opération est un succès alors qu'elle n'a pas vraiment ralenti les opérations alliées.